# Hadviga

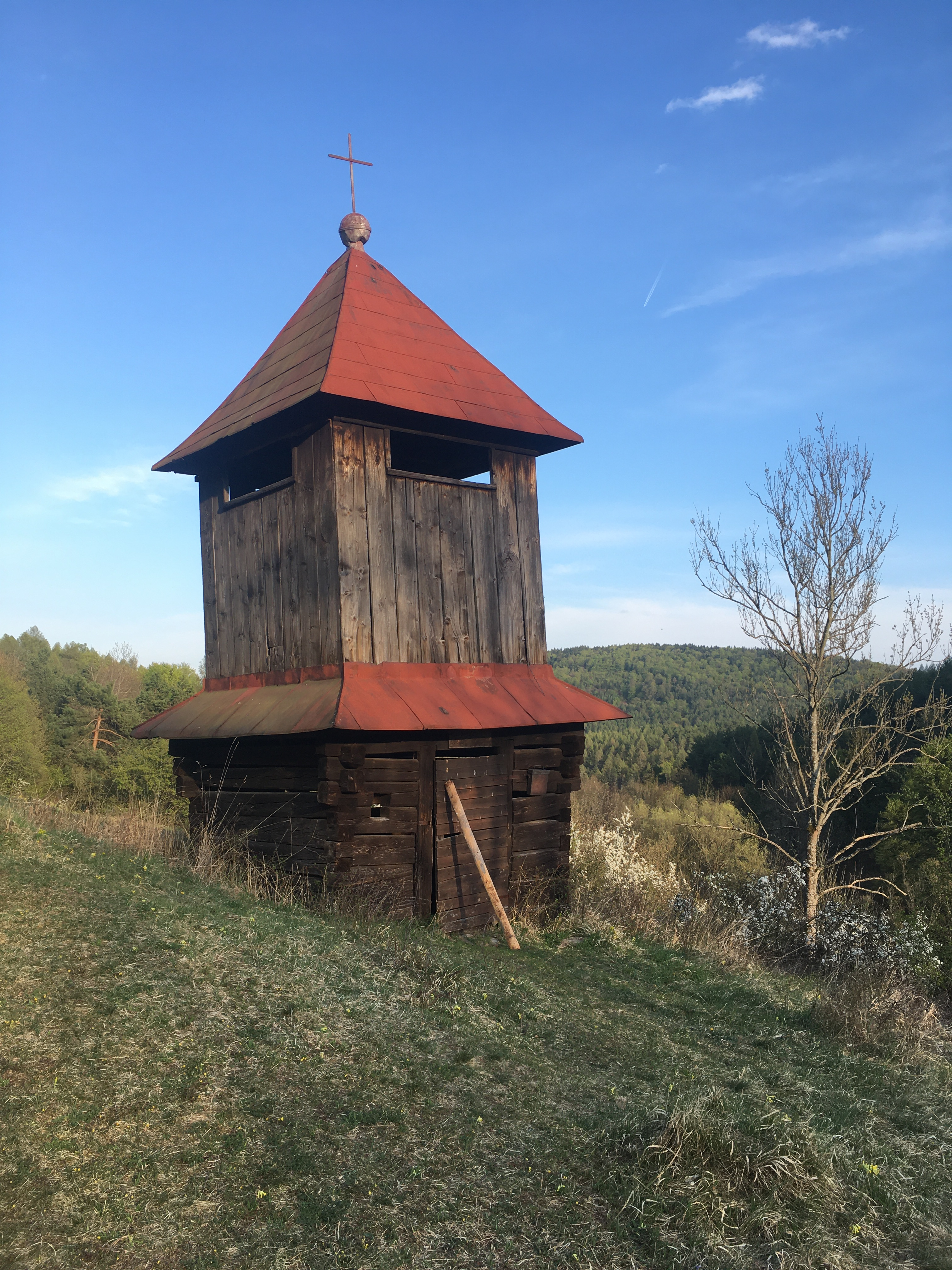
Glockenhäuschen (erbaut: 1920)

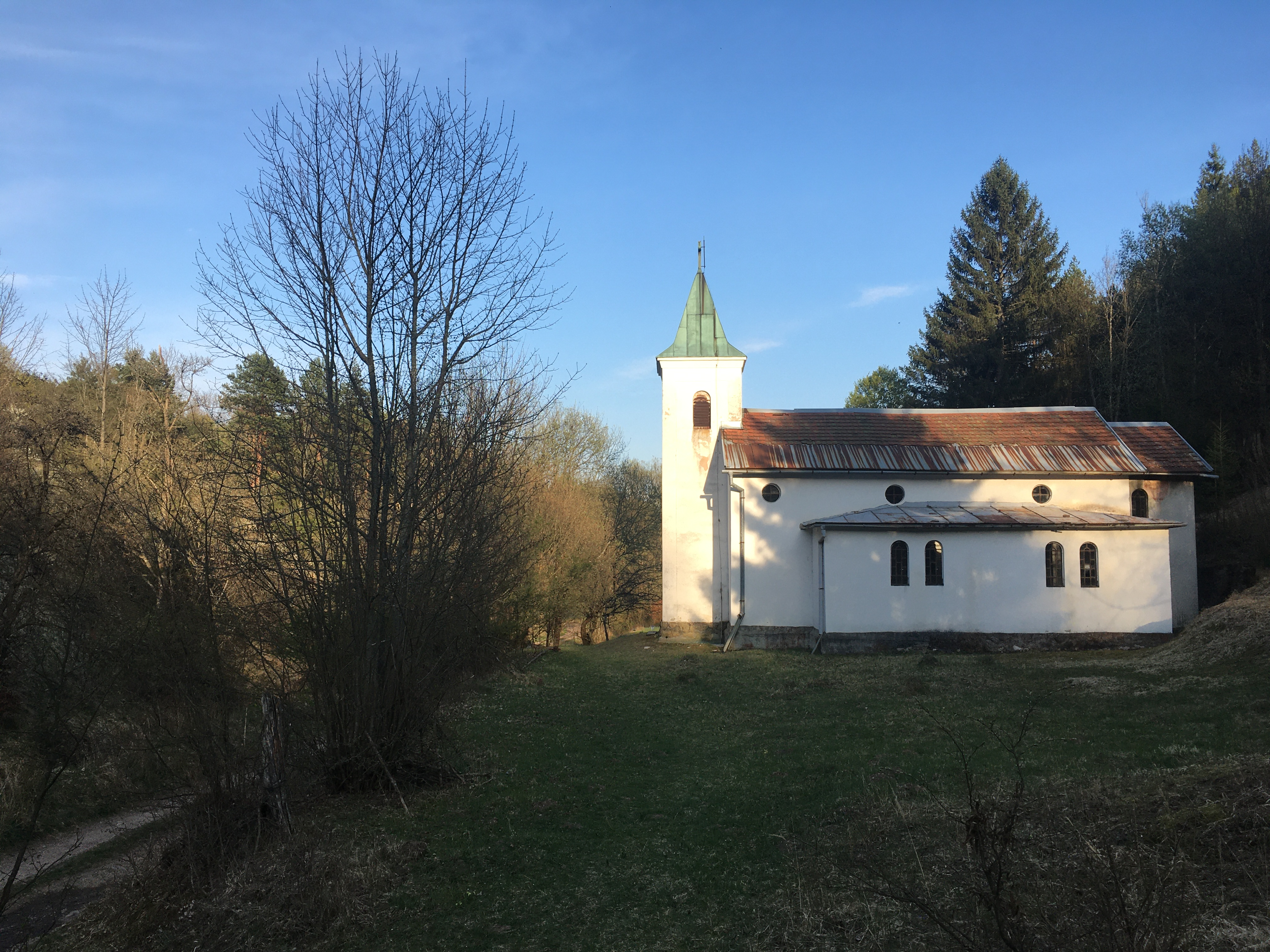
Katholische Kirche (erbaut: 1937)

Hadviga (deutsch Hedwig) ist eine verlassene Siedlung in der Mittelslowakei. Sie gehörte zum sogenannten Hauerland.

## Geografische Lage
Der Ort befindet sich vier Kilometer westlich von Slovenské Pravno (deutsch Windischproben) in einer Höhe von 600 m. Hedwig wurde 1954 in Brieštie (deutsch Bries) eingemeindet.

## Geschichte
Der Ort wurde wohl im 14. Jh. auf dem Gebiet der Herrschaft von Windisch-Proben gegründet. Mit Bries zusammen wird er erstmals 1392 genannt.
Die Reformation wirkte sich nachhaltig aus. Bis zuletzt gab es eine evangelische Mehrheit im Ort. Für die Deutschen war die Entnationalisierung am Anfang des 20. Jahrhunderts ein großes Problem. Beim Nationalaufstand 1944 wurde die Gemeinde stark angegriffen. Anfang 1945 wurden die Bewohner nach Nieder- und Oberösterreich „evakuiert“. Nach dem Krieg kamen zunächst fünf Familien wieder nach Hedwig. Die anderen wurden im Juni 1946 nach Deutschland weitergeleitet. Die meisten Hedwiger ließen sich in Württemberg nieder. Ein Siedlungsschwerpunkt liegt dabei im Kreis Vaihingen an der Enz, besonders in Horrheim.
Nach Kriegsende wurde der Ort geplündert, ganze Holzhäuser abtransportiert. Nur acht Wohnungen wurden wieder hergerichtet und dienten bis 1989 als Urlaubshäuschen.

## Sehenswürdigkeiten
Auf einer Anhöhe im Hedwiger Tal steht das bis heute weit sichtbare Glockenhäuschen. Es wurde 1920 erbaut, um schwere Gewitter durch den Klang der Glocken zu vertreiben. Außerdem wurde in christlicher Tradition jeden Abend um 18 Uhr zum Gebet und dadurch auch ganz praktisch für die Bauern zum Feierabend geläutet.
Im Zentrum der Siedlung (neben dem damals noch existierenden Schulgebäude) wurde 1937 die römisch-katholische Kirche erbaut.

## Karte
- mapcarta.com